# Chińsko-Europejska Międzynarodowa Szkoła Biznesu
Chińsko-Europejska Międzynarodowa Szkoła Biznesu, CEIBS (od ang. China Europe International Business School, chiń. upr. 中欧国际工商学院; chiń. trad. 中歐國際工商學院; pinyin Zhōng-Ōu Guójì Gōngshāng Xuéyuàn) – uczelnia biznesowa w Szanghaju utworzona w listopadzie 1994 na mocy porozumienia rządu chińskiego i Komisji Europejskiej.

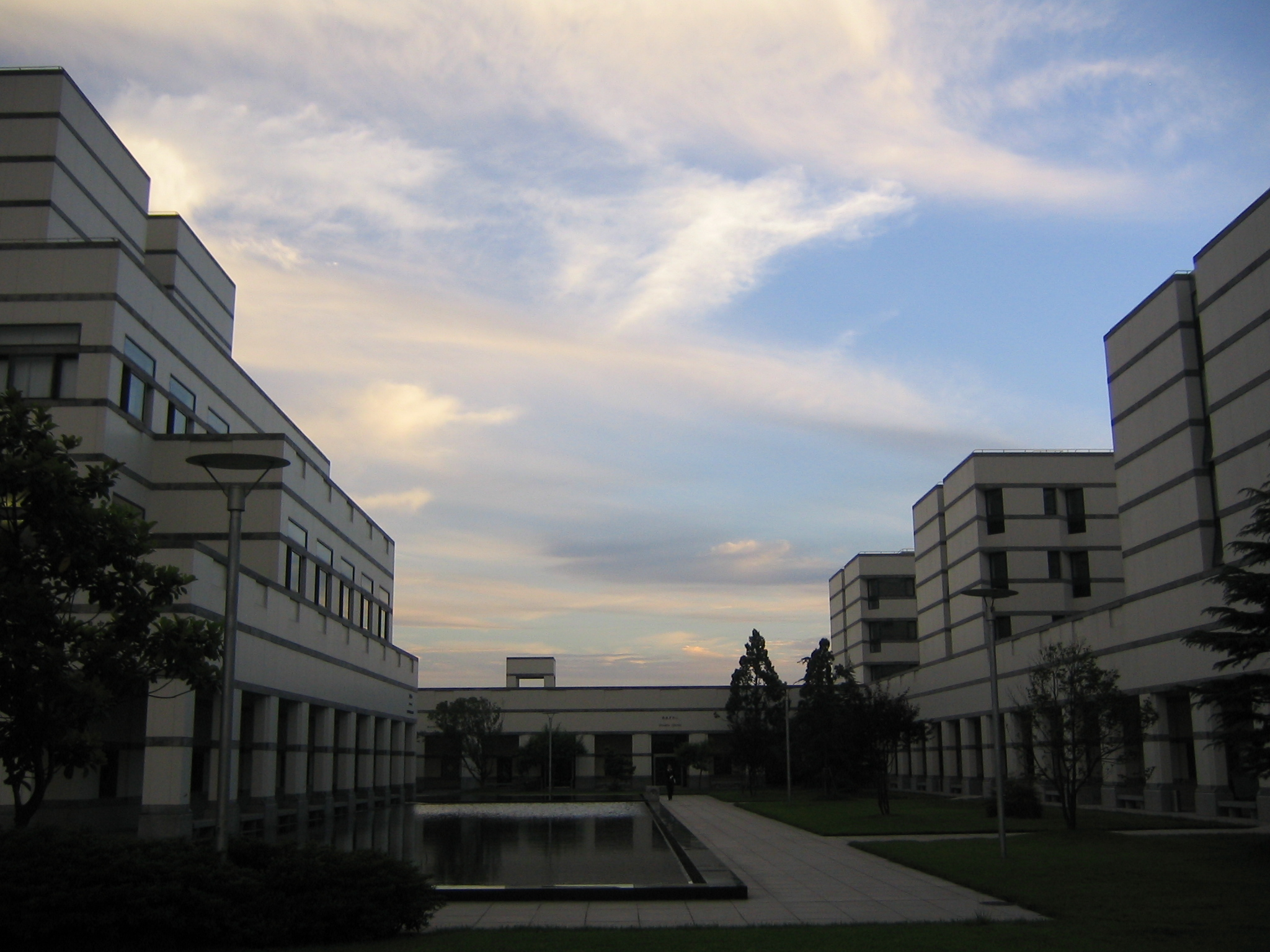
Kampus uczelni

Jest pierwszą szkołą biznesu oferującą program MBA, Executive MBA, PhD oraz inne programy executive education w Chinach. We wszystkich programach CEIBS należy według Financial Times do grona 30 najlepszych szkół biznesu na świecie.
Uczelnia ma również swoje kampusy w Pekinie, Shenzhen, Akrze i Zurychu. 